# Detenció de Jagtar Singh Johal
La detenció de Jagtar Singh Johal és una detenció que es va produir el novembre de 2017 a Punjab, Índia. Segons l'organització de drets humans Reprieve, les agències d'espionatge del Regne Unit van informar als seus homòlegs indis sobre un home clau, "Johal", que es trobava actualment a l'Índia.

## Detenció
Jagtar Singh Johal va ser arrestat a l'Índia el 2017. Segons el Grup de Treball de les Nacions Unides sobre Detenció Arbitrària, Johal ha estat detingut "arbitràriament" i hauria de ser alliberat immediatament. Després de les seves investigacions, el grup de l'ONU va concloure que la detenció de Johal sense judici va ser "per motius discriminatoris, a causa de la seva condició de defensor dels drets humans i pel seu activisme polític, fe i opinions religioses", cosa que la família de Johal ha afirmat des que va ser el primer. arrestat el 2017. Jagtar Singh Johal va dir a la BBC que havia estat torturat i obligat a signar confessions falses, tot i que la BCC no va poder verificar les acusacions de tortura. El govern indi va negar qualsevol maltractament o tortura en aquest cas. Jagtar Singh Johal està acusat per la implicació en els assassinats del brigadier (retd) Jagdish Gagneja, el líder de RSS Ravinder Gosain i el pastor Sultan Masih i pel finançament de l'organització terrorista Khalistan Liberation Force el novembre de 2017, per a la qual no hi ha cap tipus judicial. proves admissibles contra ell, malgrat que les agències d'intel·ligència tenen més de tres anys per investigar. Johal no ha estat jutjat.
Johal es troba actualment detingut a la presó de Tihar i encara ha de ser jutjat tot i estar sota custòdia índia des del 2017.

## Motiu de la detenció
Les autoritats índies encara no han proporcionat a l'advocat de Johal proves que el vinculin amb cap delicte, fet que fa impossible que Johal sigui jutjat. L'advocat de Johal al·lega que no hi ha proves d'aquest tipus, la qual cosa implica que les autoritats índies estan detenint Johal de manera deliberada i il·legal. Mentre estava detingut, Johal també va ser acusat d'un altre delicte.
La seva família al·lega que va ser detingut falsament i obligat a signar declaracions en blanc i s'enfrontava a tortura a la presó. La policia ha negat aquestes afirmacions i les ha qualificat de "drama emocional", assenyalant que qualsevol persona que patís l'abast de la tortura al·legada per Johal hauria sucumbit a les seves ferides. Grups internacionals i sikhs de drets humans al Punjab i la diàspora, així com més de 140 diputats del Regne Unit, inclòs l'antic secretari del Brexit David Davis; l'exsecretària de desenvolupament internacional Hilary Benn; el pare de la casa, Sir Peter Bottomley; el líder de l'SNP a Westminster, Ian Blackford; l'alcalde de Sheffield, Dan Jarvis; l'antic ministre d'Afers Exteriors Lord Hain; l'exlíder liberaldemòcrata Menzies Campbell; i Andrew Rosindell, un membre conservador del comitè selecte d'afers exteriors, han escrit a Dominic Raab instigant-lo a fer més per assegurar l'alliberament de Johal. Els preocupa la detenció de Johal i les acusacions de tracte brutal cap a Johal: la policia índia ha estat acusada de torturar-lo mentre estava detingut. El govern de l'Índia ha citat una important divulgació de Khalistani cap als parlamentaris britànics d'origen indi pel seu suport a Johal i ha insistit que la seva oposició es basa en els sentiments d'apaivagament dels grans blocs electorals.

## Situació a l'agost de 2023
El cas de Johal s'havia enviat ara al relator especial de les Nacions Unides sobre tortura i altres tractes o càstigs cruels, inhumans o degradants per a una investigació addicional. Un portaveu del govern del Regne Unit va dir: "Hem plantejat constantment les nostres preocupacions sobre el cas del senyor Johal amb el govern de l'Índia, incloses les seves denúncies de tortura i maltractaments i el seu dret a un judici just.
Jagtar Singh Johal va ser acusat en 11 casos dels quals ha estat donat d'alta en 1 cas i se li ha concedit la llibertat sota fiança en altres 3 casos. Una de les seves sol·licituds de fiança (RC núm. 24/2017/NIA/DLI - Intent d'assassinat) va ser inicialment denegada per un jutge especial de la NIA, però aquesta ordre va ser revocada en apel·lació pel Tribunal Superior d'Haryana i Punjab. Aquesta decisió de l'Alt Tribunal va ser apel·lada per la NIA, però la sentència de l'Alt Tribunal va ser confirmada pel Tribunal Suprem de l'Índia, que va anul·lar l'ordre de denegació de la fiança per aquest càrrec.  Tot i que Johal ara és elegible per a una fiança en aquest cas, la seva llibertat total encara està impedida per càrrecs en altres casos.

## Implicació dels serveis d'intel·ligència del Regne Unit
El 22 d'agost de 2022, The Times va informar que el personal de l'MI5 i l'MI6 van proporcionar informació que va conduir a la suposada tortura d'un ciutadà britànic a l'Índia, aparentment en incompliment del compromís del Regne Unit amb els drets humans.